# Пъстри кълвачи
Пъстрите кълвачи (Dendrocopos) са род птици от семейство Кълвачови (Picidae).
Таксонът е описан за пръв път от Карл Лудвиг Кох през 1816 година.

## Видове
- Dendrocopos analis
- Dendrocopos assimilis – Тамариксов кълвач
- Dendrocopos atratus – Пъстрогръд кълвач
- Dendrocopos auriceps – Кафяв кълвач
- Dendrocopos canicapillus
- Dendrocopos darjellensis
- Dendrocopos dorae
- Dendrocopos himalayensis
- Dendrocopos hyperythrus – Червенокоремен кълвач
- Dendrocopos leucopterus – Белокрил кълвач
- Dendrocopos leucotos – Белогръб кълвач
- Dendrocopos macei – Жълтогръд кълвач
- Dendrocopos maculatus – Филипински острокрил кълвач
- Dendrocopos major – Голям пъстър кълвач
- Dendrocopos moluccensis
- Dendrocopos ramsayi
- Dendrocopos syriacus – Сирийски пъстър кълвач
- Dendrocoptes medius – Среден пъстър кълвач